# 劉緯民
劉緯民（英語：Ricky Lau Wai Man，1950年7月30日—），前香港男演員，出身於1972年無綫電視第一期藝員訓練班。1974年由無綫電視轉投麗的電視。至1976年暫停演藝事業，1978年1月1日轉到佳藝電視出任幕後高層至同年8月21日佳藝電視倒閉。及後麥當雄邀請再次加盟麗的電視重返幕前工作。在1985年，劉緯民離開演藝圈，專注於商界發展至今。他出道初期擔任配角，往後多飾演電視劇中的主角。

## 背景
劉緯民中學畢業後，於1969年簽約「九龍電影公司」，拍攝粵語片電影；不過一年後因粵語片時代結束而轉拍國語片（沒有合約在身）。同時跟隨朱日紅當場記。未幾正參演導演唐迪拍攝的獨立電影的劉緯民在唐迪建議下跟香港導演兼動作指導孟海之姊孟秋（入訓練班後再被篩選淘汰）一同報考電視台訓練班。由於對演藝行業感興趣，所以他於1971年抱持嘗試心態去報考無綫電視第一期藝員訓練班，並於翌年畢業。出道初年並未擔綱演出要角。而且於1973年與無綫電視高層不和，以致被公司減產，為1974年亦演出早期要角，朱門怨的三少。本來主動向鍾景輝提出解約的劉礙於請求不被答允而留在無綫電視至1974年完約，才不再續約。其後在1974年在導演張清邀請下與同期訓練班同學郭鋒及許紹雄跳槽麗的電視。1976年，劉緯民在劇集《大家姐》中飾演「昌少」（姑爺仔）一角之後聲名鵲起。不久，短暫離開麗的電視，並於1978年1月1日加入佳藝電視工作八個月，任職藝員聯絡主任。加盟佳藝電視的契機源於與林秀峰及林秀榮家族的人較熟稔，因此令當年不想當演員的他被羅致旗下。1978年9月佳視倒閉后，他隨監製蕭笙、文雪兒、魏秋樺等人重返麗的電視。同年獲監製麥當雄相中出演《變色龍》。
在不少被公認為經典的麗的劇集中，劉緯民皆有出色表現。如《變色龍》、《天蠶變》等。1982年《陳真》一劇中的「柳生靜云」是其演藝生涯的經典角色。1984年獲《華僑晚報》頒發「十大電視明星金球獎」。1985年，正值當紅的劉緯民，在拍畢《大千小傳》後突然宣佈退出娛樂圈，且與李兆熊提出解約請求，自此甚少參演任何影視作品。其與亞洲電視的合約亦在1984年10月屆滿。當時他在同年9月與電視台續約，計劃在1985年移民加拿大兼與胞弟接手父親的生意。而此前，他於1982年專心經營其石英電子錶和防盜器生意而減少幕前演出。另外也在1984年因九七回歸問題計劃到南美洲進修，藉就學移民當地。退出娛樂圈後開設旅行社三年。同期越南於1986年進行革新開放；他乘機兼做物資如雪櫃的運輸生意。經商多年，劉由珠寶及玉石原料運輸業務到零售範疇，再轉為專做有關批發。其客戶對象為美國、歐洲以及新加坡的商舗。劉緯民現致力於打理其於1986年創立的公司「金之福珠寶有限公司」。雖然他已放棄從演，然而據其在2017年新時代電視的節目《大城小聚》中提到，若然有好劇本配合，他會考慮接拍電視劇。而他退出幕前的念頭早於1980年代初萌生。其時他突然想到自己的發展前程，加上反思了自己未來可能會成為甘草演員，繼而制定了退出娛樂圈的計劃。從商後無意再回歸幕前當藝人，原因在於他希望擺脫藝人的影子，以免商界的合作夥伴對他產生一種「做戲」的觀感。
2024年，劉緯民獲劉家豪邀請，客串演出無綫電視劇集《逆天奇案2》，飾演劇中主角許浚森（陳展鵬飾演）之父親，為劉氏從商息影以來相距30多年後再度接拍的電視劇。

## 個人生活
劉緯民曾因與粵劇名伶白雪仙過從甚密而傳出拍拖緋聞。又曾於1980年與藝人苗可秀拍拖，但因性格不合而在1981年分手。他沒有結婚，也沒有兒女。

## 參演作品
*以下列表只記錄劉緯民演出過的劇集作品，若有遺漏，請協助補充相關資料。

### 電視劇

#### 無綫電視
| 首播        | 節目名稱     | 角色         | 備註   |
| 1971-1972年 | 雙星報喜     |              |        |
| 1972年      | 紫薇園的秋天 |              |        |
| 1972年      | 紫薇園的春天 |              |        |
| 1973年      | 七十三       | 理髮師       |        |
| 1974年      | 朱門怨       | 三少爺楊昌惠 |        |
| 2024年      | 逆天奇案2    | 許浚森父親   | [ 22 ] |

#### 麗的電視
| 首播   | 節目名稱   | 角色           | 備註                       |
| 1975年 | 子夜       |                |                            |
| 1975年 | 萍水緣     | 羅積奇         |                            |
| 1975年 | 十大奇案   | 黎炳           | 單元《三狼》               |
| 1976年 | 靜默的革命 |                | 單元《床單裹屍》、《虜嬰》 |
| 1976年 | 十大刺客   | 聶政 王廷鈞    | 單元《聶政》 單元《秋瑾》  |
| 1976年 | 大家姐     | 昌少（姑爺仔） |                            |
| 1978年 | 變色龍     | 程啟聰         |                            |
| 1979年 | 奇女子     | 未婚夫         |                            |
| 1979年 | 沈勝衣     | 柳展禽         |                            |
| 1979年 | 天蠶變     | 管中流         |                            |
| 1979年 | 大白鯊     | 蕭振邦         |                            |
| 1979年 | 情人箭     | 花飛           |                            |
| 1980年 | 大地恩情   | 顧學儒         |                            |
| 1980年 | 彩雲深處   | 宋孝悌         |                            |
| 1981年 | 浴血太平山 | 何菲力         |                            |
| 1981年 | 再會太平山 | 何菲力         |                            |
| 1981年 | 伏虎金刀   | 楊越           |                            |
| 1982年 | 陳真       | 柳生靜云       |                            |

#### 亞洲電視
| 首播   | 節目名稱                 | 角色     | 備註 |
| 1983年 | 再向虎山行               | 山本次郎 |      |
| 1983年 | 唐伯虎三戲秋香           | 唐伯虎   |      |
| 1983年 | 劍仙李白                 | 高適     |      |
| 1983年 | 俄羅斯轉盤               |          |      |
| 1984年 | 少女慈禧                 | 李樂天   |      |
| 1984年 | 101拘捕令第二輯之熱線999 | 梁彼得   |      |
| 1984年 | 天堂鳥                   | 韋浩華   |      |
| 1984年 | 天靈                     | Albert   |      |
| 1984年 | 神相李布衣               | 李布衣   |      |
| 1985年 | 大千小傳                 | 江志堯   |      |
| 1992年 | 一千靈異夜之死連環       |          |      |

### 電影
- 1970年：龍沐香
- 1974年：香港屋簷下
- 1975年：醒目雙星香港淘金記
- 1976年：池女
- 1976年：風流小子
- 1979年：刁禽雙絕
- 1982年：神探光頭妹 飾 麥春秋
- 1984年：唔係嘢少
- 1985年：鱷降
- 1985年：花心紅杏 飾 龜公
- 1991年：香港奇案霧夜屠夫

### 舞台劇
- 1983年：雷雨[23]飾 周冲

### 節目主持
- 1980年：彩雲外景在何處（麗的電視）[24]
- 1982年：貓頭鷹二一零零（麗的電視）[25]
- 1982年：七彩繽紛話香港（麗的電視）
- 1983年：男人世界（亞洲電視）[26]

### 參與節目
- 1972年：歡樂今宵（無綫電視）

## 節目嘉賓
- 1977年：我的藝術生活（麗的電視）[27]
- 1984年：廣播道八十一（亞洲電視）[28]
- 2008年：電視風雲50年（亞洲電視）
- 2012年：亞視百人（亞洲電視）
- 2013年：高志森微博（亞洲電視）
- 2015年：永遠懷念您邱德根先生（亞洲電視）
- 2015年：亞視光輝歲月（亞洲電視）
- 2017年：大城小聚（新時代電視）
- 2020年：流行經典50年（無綫電視）

## 外部連結
- 劉緯民在香港影庫上的簡介
- 劉緯民檔案－環球人物資料庫